# Étienne Auguste Gervais
Pour les articles homonymes, voir Gervais.
Étienne Auguste Gervais est un homme politique français né le 12 août 1797 à Glos-la-Ferrière dans l'Orne et mort le 24 janvier 1875 à Empoli en Toscane.
Notaire, maire de Provins, conseiller général, il est député de Seine-et-Marne de 1837 à 1842, siégeant au centre. 
Son fils, Alfred Gervais (19 décembre 1837 à Provins - 16 mars 1921 à Nice), est un officier général (amiral) et diplomate français.